# Fodinoidea formosa
Fodinoidea formosa är en fjärilsart som beskrevs av De Toulgoët 1984. Fodinoidea formosa ingår i släktet Fodinoidea och familjen björnspinnare. Inga underarter finns listade i Catalogue of Life.